# 明石尼君
明石尼君（あかしのあまきみ）は、『源氏物語』に登場する架空の人物。

## 概要
明石入道の妻であり、明石の御方の母である。祖父は中務宮。夫の明石入道が娘と光源氏が結ばれるよう働くのに対して、娘の幸せを第一に考えてあまりにも身分の異なる光源氏との結婚には反対するが、夫に押し切られる。その後は娘と孫（明石の姫君＝後の明石の中宮）の幸せを考え、孫の明石の姫君が母の元を離されて紫の上の元で育てられることになったときは娘に、孫の幸せを第一に考えて手放すことを納得するように諭している。このようにして子や孫が栄達したことによって、晩年には人々の羨望の対象として見られるようになっている。

## 登場する巻
明石の尼君は直接には以下の巻で登場し、本文中ではそれぞれ以下のように表記されている。
- 第05帖 若紫 母
- 第12帖 須磨 母、母君
- 第13帖 明石 母君
- 第18帖 松風 母君、尼君
- 第19帖 薄雲 尼君
- 第33帖 藤裏葉 尼君
- 第34帖 若菜上 尼君、大尼君、古人
- 第35帖 若菜下 尼君、明石の尼君

## 各巻での活動
歴代の播磨守から求婚される評判の明石の方の母として語られる（第05帖 若紫）
娘（明石の方）の養育に心を砕いている。（第12帖 須磨）
明石の入道が娘と光源氏が結ばれるよう働くのに対して「身分違いで結ばれても幸せにはならない」ことを理由に反対する。（第13帖 明石）
娘が孫（後の明石の中宮）を連れて京に上る際には夫と別れて娘や孫と共に上京する。（第18帖 松風）
孫の明石の姫君が紫の上のもとで育てられることになったときは、「子供の幸せのためだ」と悲しむ明石の方に諭している。（第19帖 薄雲）
孫が中宮となって皇子を産んだことで人々の羨望の対象になっており、近江の君などは双六の場で呪文のように「明石の尼君明石の尼君」と唱えている。（第35帖 若菜上）